# Феном
Феном — сукупність всіх фенотипів, що притаманні клітині, тканині, органу, організму або виду.
Подібно до того, як геном і протеом означають всі гени і білки організму, феном представляє сукупність його фенотипових ознак. Прикладами фенотипових ознак людини є колір шкіри, колір очей, зріст тіла, або специфічні характеристики особистості. Хоча будь-який фенотип будь-якого організму базується на його генотипі, фенотиповий прояв може залежати від впливів навколишнього середовища, мутацій, і генетичних варіацій, таких як однонуклеотидні поліморфізми, або комбінації цих факторів.
Феноміка досліджує феноми, подібно до того, як геноміка досліджує сукупність всіх генів або протеоміка всіх білків.
Цей термін був вперше використаний Девісом в 1949 році.